# Enoneontes
Enoneontes is een bestuurslaag in het regentschap Timor Tengah Selatan van de provincie Oost-Nusa Tenggara, Indonesië. Enoneontes telt 1585 inwoners (volkstelling 2010).